# 英式氣門嘴

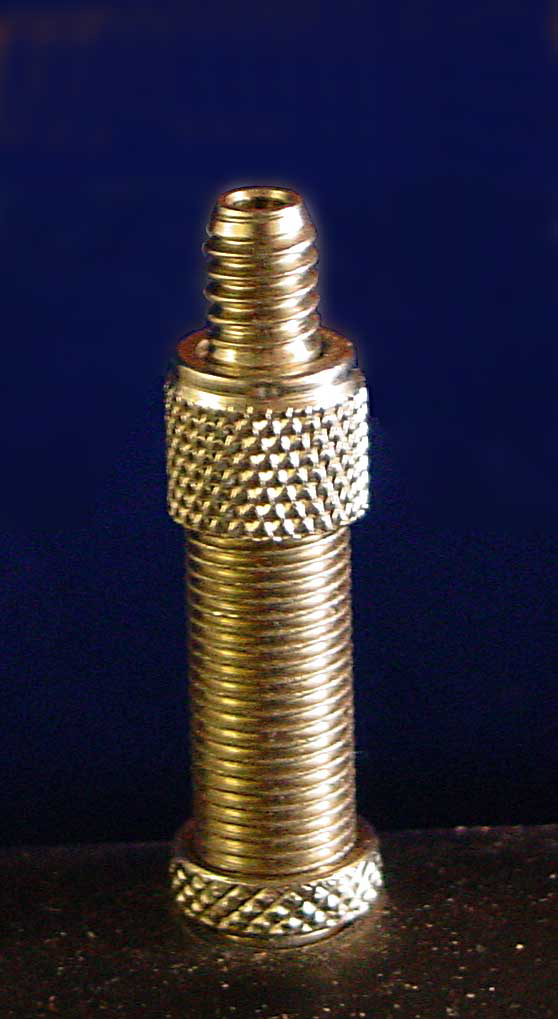
英式氣門嘴

英式氣門嘴（Dunlop valve、Woods valve或English valve）通常簡稱為英式嘴，其歷史可追溯至1888年蘇格蘭獸醫約翰·登祿普（John Boyd Dunlop）發明了充氣式輪胎，使用的充氣裝置便是這種氣門嘴，故稱「Dunlop valve」或「English valve」。另外，因當時的輪輻都是以木頭製成，「Woods valve」的由來便是如此。
如今這種型式的氣門嘴仍被日本、捷克、英國、荷蘭、德國、芬蘭及其他一些開發中國家的自行車或其他車輛採用。通常它的底座比法式嘴寬、尺寸則跟美式嘴相仿，但是它可使用法式嘴打氣機充氣，且內部零組件可以不需要特殊工具就能拆卸更換。

## 外部連結
- 自行車氣門嘴大檢閱
- （英文）Sheldon Brown's Bicycle Glossary （页面存档备份，存于）